# Przegorzan kulisty

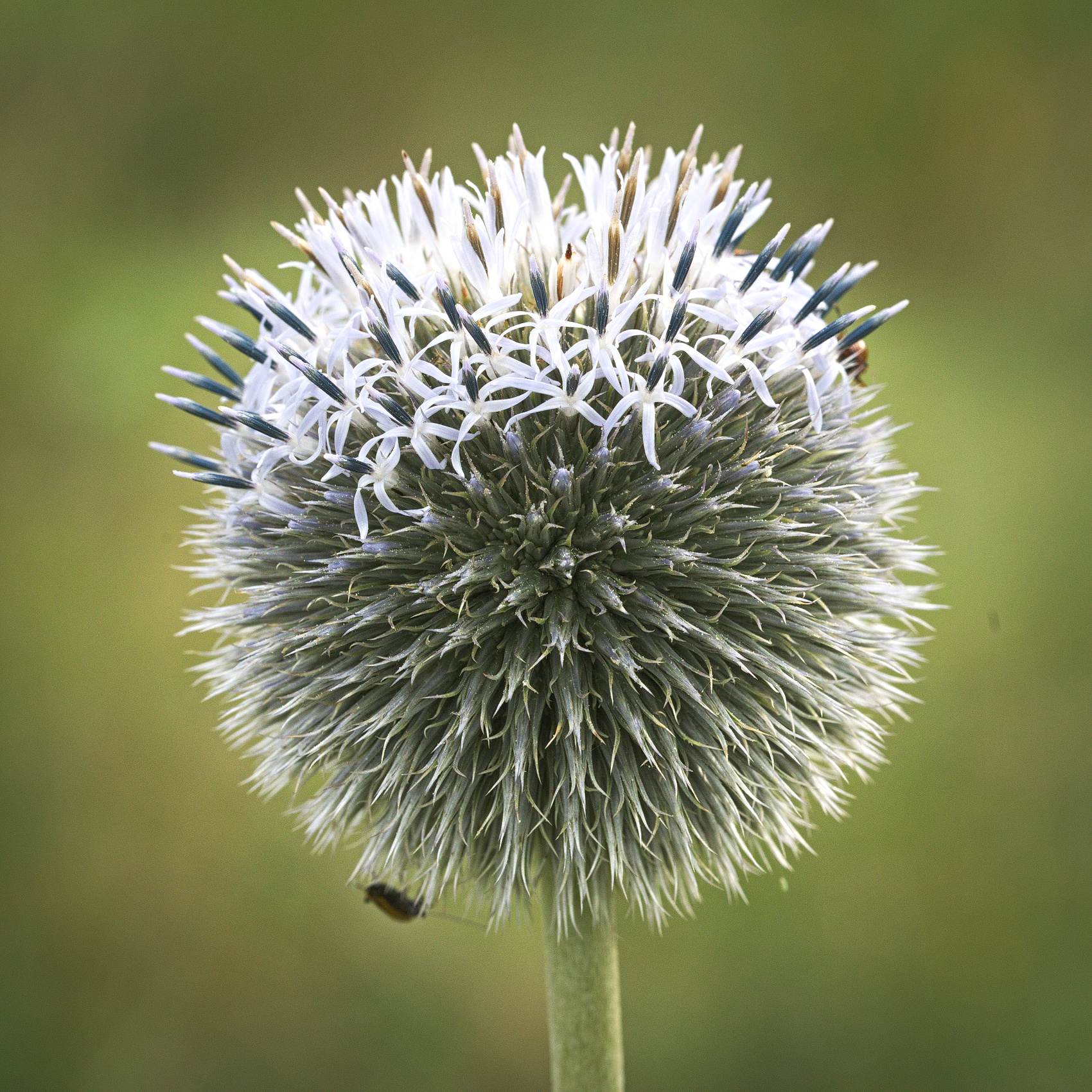
Kwiatostan

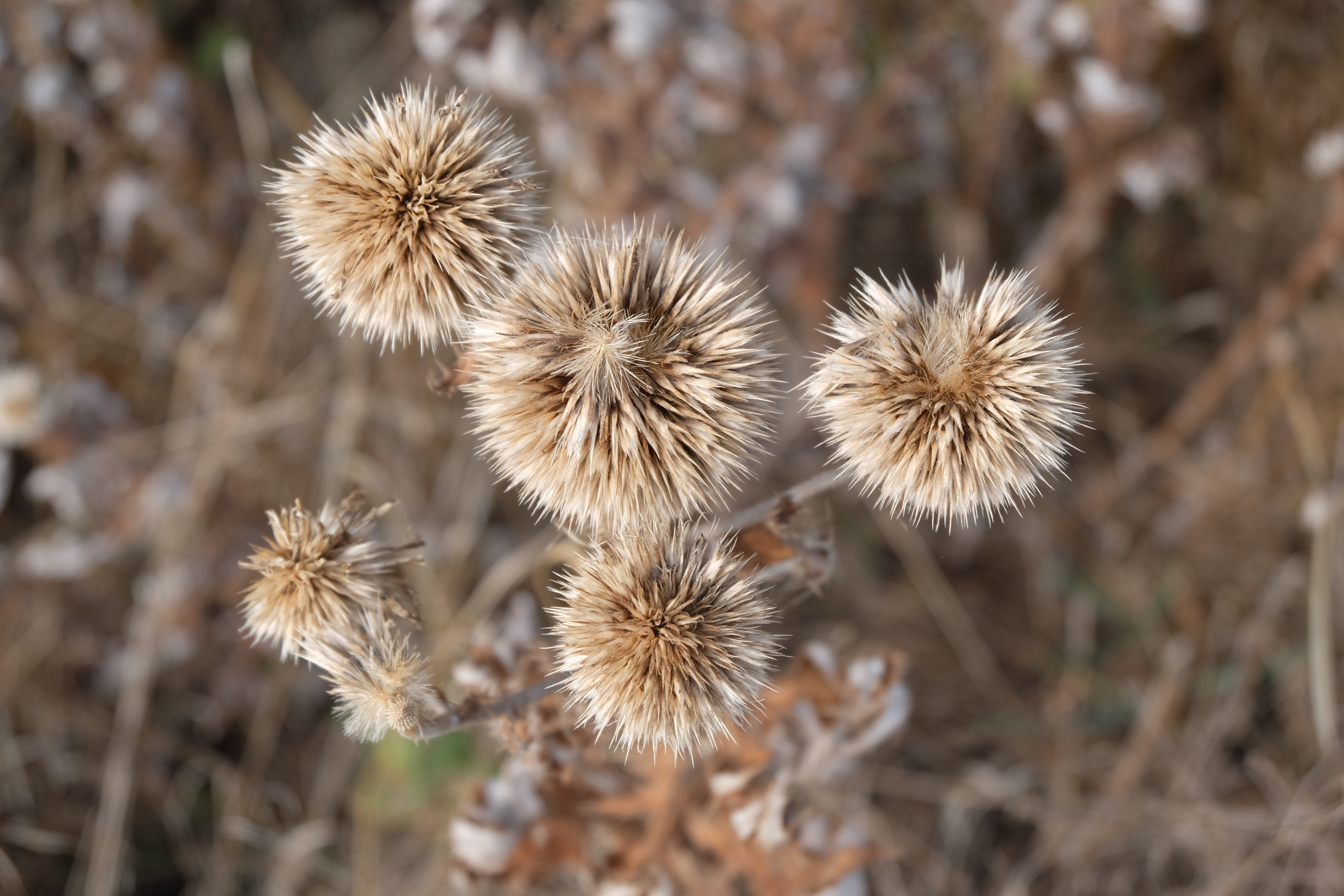
Dojrzewające owoce

Przegorzan kulisty, przegorzan lepki (Echinops sphaerocephalus L.) – gatunek rośliny z rodziny astrowatych. Rodzimy obszar występowania obejmuje obszary Azji Zachodniej o klimacie umiarkowanym, oraz wschodnią, południowo-wschodnią i środkową Europę. Jako gatunek zawleczony lub introdukowany rozprzestrzenił się także w innych rejonach Europy, w Australii i Ameryce Północnej. Jest też uprawiany w wielu krajach świata. Status gatunku we florze Polski: kenofit. Jest obecnie rośliną średnio pospolitą, występującą na niżu na większej części kraju. 

## Morfologia
ŁodygaWzniesiona, dorastająca do 2 m wysokości. Gruba, pokryta białawym kutnerem i gruczołowato owłosiona.
LiścieUlistnienie skretoległe. Liście pierzastodzielne, o trójkątnie lancetowatych, lub trójkątnych odcinkach. Są wybitnie kolczaste, pod spodem pokryte białymi włoskami. Z górnej strony liście są zielone, na spodniej stronie pokryte wełnistym, białym kutnerem.
KwiatyRurkowate, zebrane w kulistą główkę, podpartą podsadką. Główka złożona jest z licznych jednokwiatowych koszyczków. Każdy z tych koszyczków ma długość ok. 2 cm i otoczony jest szczecinkami dwukrotnie krótszymi od łusek okrywy. Zewnętrzne listki okrywy prawie do nasady podzielone są na szczecinki i ogruczolone na wierzchołkach. Korona kwiatu biała, o 5 języczkowatych ząbkach. Wszystkie kwiaty są rurkowate. Ciemnoniebieskie pylniki zrośnięte w rurkę.
OwocNiełupka o długości 8-12 mm.

## Biologia i ekologia
Bylina pochodzenia stepowego. Hemikryptofit. W Polsce roślina ruderalna. Występuje na obrzeżach zarośli, murawach kserotermicznych i na rumowiskach. W klasyfikacji zbiorowisk roślinnych gatunek charakterystyczny dla SubAll. Onopordenion i Ass. Onopordetum-acanthii. Kwitnie od lipca do sierpnia, jest owadopylny. Jest lekko trujący.

## Zastosowanie
- Roślina miododajna. Bywa czasami uprawiany w tym celu (wydajność ok. 450 kg bardzo dobrego miodu z hektara)[8]. Zakwita w drugim roku uprawy.
- Roślina lecznicza. Owoce zawierają echinopsynę stosowaną dla zwiększenia pobudliwości rdzenia kręgowego i ciśnienia krwi oraz ogólnie wzmacniająco, w dużych dawkach powoduje drgawki[9].

## Udział w kulturze
M. Zohary, jeden z badaczy roślin biblijnych uważa, że o ten gatunek rośliny („ciernie i osty pustyni") chodzi w wersecie Księgi Sędziów (8,7): ...Kiedy Pan wyda w rękę moją Zebacha i Salmunnę, wówczas wymłócę ciała wasze cierniami pustyni i ostami” oraz w wersecie: „wziąwszy ciernie pustyni i osty, ukarał nimi mieszkańców Sukkot” (8,16).